# S/2003 J 17
S/2003 J 17 je Jupitrov naravni satelit (luna). Spada med nepravilne lune z retrogradnim gibanjem. Je članica Karmine skupine Jupitrovih lun, ki krožijo okoli Jupitra v razdalji od 23 do 24 Gm in imajo naklon tira okoli 165°. 
Luno S/2003 J 17 je leta 2003  odkrila skupina astronomov. Za sedaj še nima uradnega imena. 
S/2003 J 17 ima premer okoli 2 km in obkroža Jupiter v povprečni razdalji 22,134.000 km. Obkroži ga v 714 dneh 11 urah in 17 minutah po krožnici z veliko izsrednostjo, ki ima naklon tira okoli 162 ° glede na ekliptiko oziroma 163 ° na ekvator Jupitra. 
Njena gostota je ocenjena na 2,6 g/cm3, kar kaže, da je sestavljena iz kamnin. 
Luna izgleda zelo temna, njena odbojnost je 0,04.